# Стере Адамаке
Стере Адамаке (рум. Stere Adamache, 17 серпня 1941, Галац — 9 липня 1978) — румунський футболіст, що грав на позиції воротаря.
Виступав, зокрема, за клуб «Стягул Роса», а також національну збірну Румунії.

## Клубна кар'єра
У дорослому футболі дебютував 1960 року виступами за команду «Динамо» (Галац), що виступала у другому дивізіоні країни.
Влітку 1962 року в Румунії був проведений експеримент: до вищого дивізіону країни на сезон 1962/63 напряму заявили команду «Вііторул» (Бухарест), заявку якої склали гравці юнацької збірної Румунії, що виграли юнацький чемпіонат Європи 1962 року. До цієї команди потрапив і Адамаке. 9 вересня 1962 року він дебютував у вищій румунській лізі в матчі проти «Штіінца» (Клуж), зберігши свої ворота «сухими» (0:0) і до кінця року зіграв у п'яти іграх.
Взимку експеримент визнали невдалим і команду розформували, а Стере перейшов до клубу «Стягул Роса» (Брашов), за який відіграв 14 сезонів. Завершив професійну кар'єру футболіста виступами за команду «Брашов» у 1977 році.

## Виступи за збірну
У 1964 році брав участь в Олімпійських іграх в Японії, але на поле не виходив.
28 квітня 1970 року дебютував в офіційних матчах у складі національної збірної Румунії, замінивши Ріке Редукану в перерві товариського матчу з Францією. Матч виграла Франція з рахунком 2:0, але обидва голи були забиті ще у першому таймі, коли Ріке був у воротах.
В другому для себе матчі за збірну, який для румунів був останнім перед чемпіонатом світу 1970 року у Мексиці Адамаче знову не пропустив гол, зберігши ворота в недоторканності у грі з Югославією (0:0), завдяки чому здобув собі місце основного воротаря на «мундіалі». Там в першому матчі він отримав лише один гол — від героя останнього фіналу чемпіонату світу Джеффа Герста, а у другому теж пропустив лише один гол, допомігши своїй команді обіграти Чехословаччину (2:1) і здобути першу перемогу на чемпіонаті світу після 40-річної перерви. Втім у третій грі проти Бразильців всього за три хвилини (18 та 21) він отримав два голи у матчі з Бразилією від знаменитих Пеле та Жаїрзіньо, через що тренер Анджело Нікулеску вирішив замінити Адамаке на Редукану, який став першим у історії воротарем, якого замінили на чемпіонатах світу. Зрештою Ріке також пропустив гол від зірки Пеле, і Бразилія перемогла 3:2, через що румуни вилетіли з турніру.
В результаті Адамаке втратив місце у складі збірної і лише 1972 року зіграв ще дві гри за збірну, які і стали останніми. Загалом протягом кар'єри у національній команді, яка тривала 3 роки, провів у її формі 7 матчів.

## Титули і досягнення
- Чемпіон Європи (U-18): 1962

## Загибель
9 липня 1978 року відпочиваючи на березі Дунаю в Австрії зі своєю дружиною, він увійшов у воду, але не зміг вийти на поверхню і потонув.